# Wrangler
Wrangler – w ten sposób określani są najlepsi studenci na Uniwersytecie Cambridge. Najlepszy z najlepszych nazywany jest Senior Wrangler. Dla kontrastu najsłabszy ze studentów, któremu udało się zdać egzamin to wooden spoon (w tłumaczeniu drewniana łyżka).
- Senior Wranglerzy (wybór)
  - John Herschel
  - Arthur Cayley
  - George Gabriel Stokes
  - John Strutt
  - John Edensor Littlewood
  - Jacob Bronowski

- Second Wranglerzy  (wybór)
  - James Clerk Maxwell
  - Joseph John Thomson
  - William Thomson

W Stanach Zjednoczonych słowo wrangler oznacza kowboja, człowieka opiekującego się końmi.